# مازدا ناغاري
مازدا ناغاري (توضيح "nah-gah-reh") هي سيارة مبتكرة صنعتها مازدا وتم عرضها في معرض لوس انجلوس للسيارات عام 2006. تعتبر ناغاري نموذجا للسيارات الصديقة للبيئة كمحاولة من مازدا لأكتشاف مستقبل سياراتها. إسم"ناغاري" يترجم إلى اللغة العربية بـ"تدفق او إنبثاق" كذلك درس المصممون الإقتراحات المتعلقة بالتأثير على البيئة الطبيعية عند صناعة هذه السيارة.
وضع تصميم ناغاري من طرف لورينز فان دن آكر، مدير التصميم العالمي لدى مازدا في ذلك الوقت (قبل استبداله بإيكو مايدا)، وفريقه في استوديو التصميم والتطوير في إرفاين، كاليفورنيا. وبصفته رئيسا لفريق تصميم ناغاري الدولي، كانت المهمة الرئيسية لـلورينز في مازدا هي التصميم أولا ثم الهندسة ثانيا. وقد حل محله بعد ذلك إيكو مايدا.
"ناغاري هي إحتفال بالهجة الخاصة للتصاميم الجديدة من مازدا التي سوف تتطور إلى تصاميم لاحقة مُخطط لتقديمها في معارض السيارات الدولية في المستقبل. يتعلق تصميم  ناغاري ب"الضوء والظلام"، وهي بداية في الكشف عن ملامح التصاميم العالمية للجيل القادم من سيارات مازدا "، وقال لورينز. "نحن نتحسن من خلال ناغاري. كما أننا نريد أن نقترح تصاميم مازدا التي ستكون في عام 2020. وللقيام بذلك، وجب علينا إعادة صياغة المقادير الأساسية وكذا فكرة القيادة دون فقدان المشاركة العاطفية. كما أنه سيتم تعزيز روح القيادة في ناغاري وجعلها أكثر كفاءة. 

## التصميم
مازدا ناغاري تعتبر إحتفالا لمازدا من تطوير وترقية اللهجة الخاصة بالتصاميم الخارجية. وفقا لمصمميها تتدفق خطوط الهيكل لناغاري مثل السائل من خلال تصميمها الإنسيابي الأملس، كما أنه لا توجد علامات مميزة في التقليل من الموضوع العام الذي يطرحه التصميم. الزجاج الأمامي لناغاري كبير بحيث تم تصميمه بزاوية شديدة الانحدار المنصهرة مع السقف الزجاجي للسيارة. أما العجلات فهي كبيرة وذات مظهر عدواني  لتبدو كأنها تلتف إلى الداخل، ولتبرز كونها جزء من الجسم.
مازدا ناغاري ذات بابين على طول السيارة تقريبا عندما تفتح تنتشر مثل أجنحة فراشة. في الداخل، تجد مقعد السائق في موقع مركزي في الجزء الأمامي من المقصورة ومقاعد للركاب الثلاثة  في الخلف مثبتة جنبا إلى جنب على شكل إلتفاف بسيط كالقوس. التصاميم الداخلية من مازدا ناغاري تحاول فرض تلك اللمسة من الطبيعة مع التصميم البيضاوي المستقبلي لصالون السيارة وكذلك نظام التحكم المصمم على شكل قرص لتمنح لسائق السهولة في توجيه الأوامر.

## المحرك
لا توجد معلومات كافية حول محرك هذه السيارة وكل ما يعرف أن ناغاري مجهزة بمحرك مازدا فانكل الدوار (hydrogen fueled rotary).

## تفاصيل تقنية
إن هدف مازدا هو الحفاظ على روح السيارة الرياضية، كما في جميع منتجاتها، في تصميم ناغاري. عمل الهيكل الخارجي ليس فقط شكلا ولكن وظيفية أيضا في تقليل مقاومة الرياح. عجلات ناغاري هي أيضا مثبتة في زوايا متباعدة للاستجابة السريعة في القيادة والقدرة على المناورة برشاقة.  

## تطبيقات الإنتاج
تم الإعلان عن سيارة مازدا 3 في عام 2010 و صرحت مازدا على أن "تفاصيل المصابيح الأمامية مستوحاة من طراز ناغاري" بالخصوص على الجزء العلوي من خطوط الزخرفية.
في مازدا 5  2012  "خطوط الهيكل الخارجي مستوحاة من ناغاري" على جانبي السيارة.

## معرض الصور

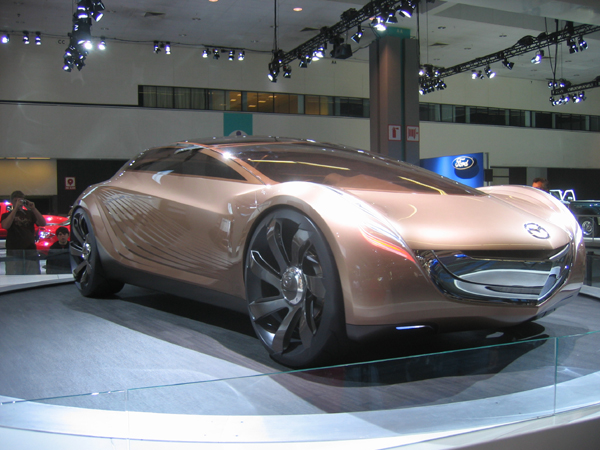
مازدا ناغاري في معرض لوس أنجلس للسيارات 2006
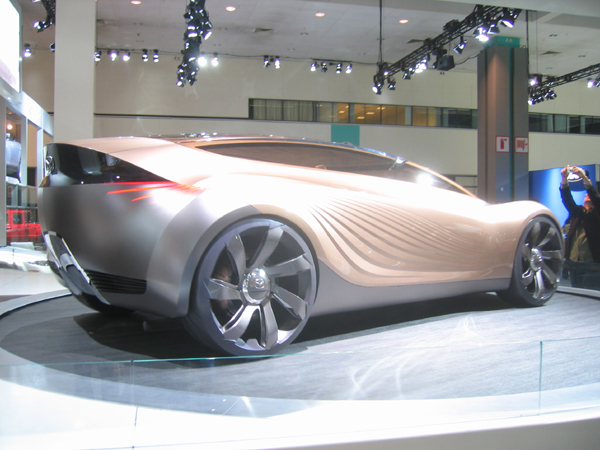